# Huyuan (sockenhuvudort i Kina, Zhejiang Sheng, lat 28,61, long 120,20)
Huyuan (kinesiska: 胡源, 胡源乡, 章村) är en sockenhuvudort i Kina. Den ligger i provinsen Zhejiang, i den östra delen av landet, omkring 180 kilometer söder om provinshuvudstaden Hangzhou. Antalet invånare är 6 832. Befolkningen består av 3 391 kvinnor och 3 441 män. Barn under 15 år utgör 16,0 %, vuxna 15-64 år 60 %, och äldre över 65 år 22,0 %.
Runt Huyuan är det ganska tätbefolkat, med 230 invånare per kvadratkilometer. Närmaste större samhälle är Dongdu, 14,5 km väster om Huyuan. I omgivningarna runt Huyuan växer i huvudsak blandskog.
Genomsnittlig årsnederbörd är 2 368 millimeter. Den regnigaste månaden är juni, med i genomsnitt 417 mm nederbörd, och den torraste är januari, med 69 mm nederbörd.